# 門馬司
門馬 司（もんま つかさ）は日本の漫画原作者。主に講談社の漫画誌・Webコミック作品の原作者としてネームを執筆している。

## 作品リスト

### 連載
- ストーカー行為がバレて人生終了男（作画：芥瀬良せら、『マガジンポケット』2018年1月9日 - 2021年6月22日）
- 死神サイ殺ゲーム（作画：大前貴史、『週刊少年マガジン』2020年1号 - 30号）
- 首を斬らねば分かるまい（作画：奏ヨシキ、『週刊ヤングマガジン』2019年48号 - 2020年47号）
- 満州アヘンスクワッド（作画：鹿子、『コミックDAYS』 → 『週刊ヤングマガジン』、2020年[1] - 連載中）
- ギルティサークル（作画：山本やみー、『マガジンポケット』2021年5月4日 - 連載中）
- 北沢くんはAクラス（作画：夢乃狸、『週刊少年マガジン』2022年53号 - 2023年29号）
- レベリオン（作画：細川忠孝、『週刊ヤングマガジン』2024年[2]→『ヤンマガWeb』2024年[3][4] - 2024年12月22日）

### 読み切り
- 戦火のエトワール（作画：木野花ヒランコ、『ヤングマガジン増刊 カケヒキ』、2024年[5]）

### 書籍
- 『ストーカー行為がバレて人生終了男』、作画：芥瀬良せら、講談社〈講談社コミックス〉2018年 - 、既刊9巻（2021年9月9日現在）
- 『死神サイ殺ゲーム』、作画：大前貴史、講談社〈講談社コミックス〉2020年、全3巻
- 『首を斬らねば分かるまい』、作画：奏ヨシキ、講談社〈ヤンマガKCスペシャル〉2020年、全5巻
- 『満州アヘンスクワッド』、作画：鹿子、講談社〈ヤンマガKCスペシャル〉2020年 - 、既刊21巻（2025年7月4日現在）
- 『ギルティサークル』、作画：山本やみー、講談社〈KCデラックス〉2021年 - 、既刊17巻（2025年8月7日現在）
- 『北沢くんはAクラス』、作画：夢乃狸、講談社〈講談社コミックス〉2023年、全3巻
- 『レベリオン』、作画：細川忠孝、講談社〈ヤンマガKCスペシャル〉2024年 - 、全4巻

## メディア出演
テレビ
- 漫道コバヤシ #110（2024年12月24日（23日深夜）、フジテレビONE） - 鹿子と出演[6]